# 2011년 북러정상회담
2011년 북러정상회담(北러頂上會談)은 2011년 북한 김정일 위원장과 러시아 메드베데프 대통령 사이의 회담을 말한다.

## 개요
김정일 위원장은 2011년 방러 당시 특별열차를 타고 두만강을 가로지르는 북러 국경을 넘었다.
이후 극동 하바롭스크를 지나 현지 수력발전소를 견학한 뒤 메드베데프 당시 대통령과의 회담을 위해 울란우데로 이동했다.
김정일 위원장은 정상회담 이튿날 다시 특별열차에 올라 중국 만주리를 거쳐 귀국했다.

## 같이 보기
- 남북정상회담
- 북러정상회담
- 2002년 북러정상회담
- 북미정상회담